# ГЕС Тіквеш
ГЕС Тіквеш — гідроелектростанція на півдні Македонії, споруджена на річці Црна (притока Вардару). У випадку реалізації планів будівництва на Црні інших електростанцій Тіквеш стане частиною цього каскаду.
Будівництво греблі розпочалось в 1962 році біля міста Кавадарці, за 27 км вище впадіння Црни у Вардар. Річку перекрили греблею, у конструкції якої є як кам'яно-накидні, так і земляні елементи. Її висота від основи 113,5 метра (від поверхні — 104 метри), довжина 338 метрів. На спорудження пішло 2,7 млн м3 матеріалів. Гребля утворила водосховище із об'ємом 479 млн м3 (корисний об'єм — 309 млн м3). Нормальним рівнем водосховища вважається коливання між позначками 233 та 265 метрів над рівнем моря.
Перші два гідроагрегати із турбінами типу Френсіс ввели в експлуатацію у 1968 році. В 1981-му їх доповнили ще двома такої ж потужності 23 МВт, так що загальна потужність станції зросла до 92 МВт.
На початку 2000-х років ГЕС Тіквеш разом з кількома іншими станціями Македонії потрапила до програми реабілітації. При цьому замінили всі чотири турбіни, збільшивши загальну потужність ГЕС до 113 МВт. Втім, при такому значному показнику річне вироблення електроенергії становить лише 144 млн кВт-год.
Видача продукції відбувається по ЛЕП, що працює під напругою 110 кВ.
Окрім виробництва електроенергії, гребля Тіквеш виконує іригаційні функції у найбільш спекотному й посушливому регіоні країни.